# Auf der Pretal
Auf der Pretal är ett bergspass i Österrike.   Det ligger i distriktet Bruck-Mürzzuschlag och förbundslandet Steiermark, i den östra delen av landet, 100 kilometer sydväst om huvudstaden Wien. Auf der Pretal ligger 1 069 meter över havet.
Terrängen runt Auf der Pretal är lite bergig. Närmaste större samhälle är Kapfenberg, 18,0 kilometer sydväst om Auf der Pretal. 
I omgivningarna runt Auf der Pretal växer i huvudsak blandskog. Runt Auf der Pretal är det ganska glesbefolkat, med 48 invånare per kvadratkilometer.